# Purpuricenus schaiblei
Purpuricenus schaiblei är en skalbaggsart som först beskrevs av Nonfried 1892.  Purpuricenus schaiblei ingår i släktet Purpuricenus och familjen långhorningar. Inga underarter finns listade i Catalogue of Life.